# Patrick James Byrne
Patrick James Byrne (Washington, 26 ottobre 1888 – Corea, 25 novembre 1950) è stato un vescovo cattolico e missionario statunitense.

## Biografia
Patrick James Byrne nacque a Washington il 26 ottobre 1888.

### Formazione e ministero sacerdotale
Studiò al St. Charles College dei sulpiziani a Ellicott City e poi presso il seminario "Santa Maria" di Baltimora.
Il 23 giugno 1915 fu ordinato presbitero per l'arcidiocesi di Baltimora. Una settimana dopo il cardinale James Gibbons gli diede il permesso di entrare nella Società per le missioni estere degli Stati Uniti d'America. Prestò servizio in diverse comunità con vari incarichi. Supervisionò i progetti di costruzione dei seminari di Maryknoll a Ossining e di Scranton e poi prestò servizio come rettore di entrambi gli istituti. Fu editore del giornale Field Afar e poi venne nominato vicario generale e tesoriere della comunità. Nel 1923 organizzò la prima missione della Società in Corea. Nel 1926 il suo istituto pubblicò una sua traduzione di uno studio francese, Le Catholicisme en Corée, come The Catholic Church in Korea. In esso omise le "lamentele sulle risorse superiori a disposizione dei protestanti" del testo francese.
Il 9 novembre 1927 papa Pio XI lo nominò prefetto apostolico di Hpyeng-yang. Il 17 marzo 1929 la circoscrizione assunse il nome di prefettura apostolica di Peng-yang con il breve Litteris Apostolicis dello stesso pontefice. Nel 1929 fu delegato al primo capitolo generale di Maryknoll e in esso venne eletto assistente del superiore generale. Il 12 agosto rassegnò le dimissioni dall'ufficio di prefetto apostolico per assumere le sue nuove responsabilità.
Nel 1935 padre Byrne ritornò in terra di missione, questa volta a Kyoto, in Giappone. Il 18 giugno 1937 papa Pio XI lo nominò prefetto apostolico di Kyōto. Il 10 ottobre 1940 si dimise da questo incarico a favore di un sacerdote giapponese, padre Paul Yoshiyuki Furuya. A causa della sua reputazione di uomo dedito alla beneficenza non fu imprigionato durante la seconda guerra mondiale. Fu comunque posto agli arresti domiciliari in quanto cittadino americano. Per calmare il popolo giapponese mentre gli americani occupavano il paese alla fine del conflitto padre Byrne fece trasmissioni radiofoniche per conto dell'esercito degli Stati Uniti. Questi messaggi calmarono la gente e il Giappone fu occupato senza la perdita di una sola vita. Successivamente il generale Douglas MacArthur lodò l'aiuto e la collaborazione di padre Byrne.
Il 17 luglio 1947 papa Pio XII lo nominò visitatore apostolico in Corea. In base al diritto internazionale questa nomina equivaleva a riconoscere de facto la neonata Corea come Stato sovrano. La Santa Sede fu, quindi, il primo Stato al mondo a riconoscere la Corea come uno Stato, sebbene ufficiosamente.
Padre Byrne si spese molto per il riconoscimento internazionale della Corea come nazione indipendente e sovrana e per l'instaurazione di un governo libero e democratico che potesse impedire alla forze comuniste di prendere il potere, in particolare nella parte nord del paese. In questo ebbe un parziale successo: le elezioni si tennero il 10 maggio 1948 e i lavori dell'Assemblea costituente furono aperti il 31 maggio. La Costituzione venne adottata il 17 luglio e il 24 dello stesso mese fu eletto il primo presidente nella persona del cattolico Syngman Rhee. Il governo fu istituito il 15 agosto. Il 9 settembre, nella nord fu proclamata la Repubblica Popolare Democratica di Corea. Il 12 dicembre, grazie anche all'opera di padre Byrne, la III sessione dell'Assemblea generale delle Nazioni Unite riconobbe ufficialmente la Repubblica di Corea. Era infatti convinto che questo fosse un requisito sine qua non per una nuova nazione libera e indipendente e che fosse assolutamente necessario per consolidare la vittoria sulle forze comuniste nella penisola coreana e in tutta l'Asia.

### Ministero episcopale
Nell'aprile del 1949 anche la Santa Sede riconobbe ufficialmente l'indipendenza della Corea. Il 7 di quel mese papa Pio XII lo nominò vescovo titolare di Gazera e delegato apostolico in Corea. Ricevette l'ordinazione episcopale il 14 giugno successivo dal vescovo coadiutore di Wheeling, co-consacranti il vicario apostolico di Seul Paul Kinam Ro e il vicario apostolico emerito di Seul Adrien-Joseph Larribeau.
Si trovava a Seul quando nel giugno del 1950 le forze della Corea del Nord invasero la Corea del Sud e occuparono la capitale. Monsignor Byrne disse a tutti i sacerdoti stranieri di fuggire verso sud e rifiutò l'opportunità offertagli dall'Ambasciata degli Stati Uniti di lasciare la città e rimase per dare assistenza spirituale ai sacerdoti e ai fedeli coreani che vi erano rimasti. Il 2 luglio 1950 fu arrestato dalle autorità comuniste e poi processato.
Insieme ad altri prigionieri fu costretto a una marcia della morte che attraversò l'ex territorio della missione del suo istituto fino al fiume Yalu. Fu nuovamente processato a Pyongyang e poi costretto a un'altra marcia che durò quattro mesi. Il tempo era brutto, il cibo scarso e i ripari precari. Monsignor Byrne si ammalò di polmonite. Ai suoi compagni di prigionia disse: "Dopo il privilegio del mio sacerdozio, considero l'aver sofferto per Cristo con tutti voi come il più grande privilegio della mia vita". Morì la mattina del 25 novembre 1950 all'età di 62 anni. La sera precedente aveva ricevuto l'assoluzione da padre William Booth, suo segretario. Fu sepolto da un compagno di prigionia, monsignor Thomas F. Quinlan, all'epoca prefetto apostolico di Ch'unch'on. In seguito le sue spoglie furono riesumate e sepolte nel cimitero cattolico Kinugasa di Kyōto.

## Genealogia episcopale
La genealogia episcopale è:
- Cardinale Scipione Rebiba
- Cardinale Giulio Antonio Santori
- Cardinale Girolamo Bernerio, O.P.
- Arcivescovo Galeazzo Sanvitale
- Cardinale Ludovico Ludovisi
- Cardinale Luigi Caetani
- Cardinale Ulderico Carpegna
- Cardinale Paluzzo Paluzzi Altieri degli Albertoni
- Papa Benedetto XIII
- Papa Benedetto XIV
- Papa Clemente XIII
- Cardinale Marcantonio Colonna
- Cardinale Giacinto Sigismondo Gerdil, B.
- Cardinale Giulio Maria della Somaglia
- Cardinale Carlo Odescalchi, S.I.
- Cardinale Costantino Patrizi Naro
- Cardinale Lucido Maria Parocchi
- Papa Pio X
- Papa Benedetto XV
- Papa Pio XII
- Cardinale Francis Joseph Spellman
- Vescovo Thomas John McDonnell
- Vescovo Patrick James Byrne, M.M.